# Fatso Jetson/The Bloodshot Split
Fatso Jetson/The Bloodshot Split is de tweede ep van de band Fatso Jetson samen met de band "The Bloodshot".

## Tracklist
Tracklist
Fatso Jetson
| nr. | titel               | duur |
| --- | ------------------- | ---- |
| A   | Accelerator General |      |

Tracklist
The Bloodshot
| nr. | titel    | duur |
| --- | -------- | ---- |
| B   | Tailspin |      |

## Uitvoerende musici
Fatso Jetson
- Mario Lalli - Zang en gitaar
- Brant Bjork - Gitaar
- Larry Lalli - Basgitaar
- Tony Tornay - Drums

The Bloodshot